# Wapen van Veen- en Geestlanden

Wapen van Veen- en Geestlanden

Het wapen van Veen- en Geestlanden werd op 20 augustus 1990 per Koninklijk Besluit door de Hoge Raad van Adel aan het Zuid-Hollandse waterschap Veen- en Geestlanden toegekend. Het wapen werd gebruikt van 1990 tot 1995, dat jaar fuseerde het waterschap met De Aarlanden tot het nieuwe waterschap De Oude Rijnstromen. Het voorgaande waterschap De Oude Veenen voerde precies hetzelfde wapen.

## Blazoenering
De blazoenering van het wapen luidde als volgt:
In zilver een leeuw van sabel, gekroond, getongd en genageld van goud; een golvende zoom van azuur. Het schild gedekt met een gouden kroon van drie bladeren en twee parels.
Het wapen is zilver van kleur met daarop een zwarte leeuw. De leeuw heeft een kroon, tong en nagels van goud. Om het geheel heen is een blauwe golvende rand of schildzoom geplaatst. Op het schild een gouden kroon van drie bladeren met daartussen twee parels.

## Geschiedenis
Het wapen is afgeleid van het wapen van Alkemade, de gemeente waarin het waterschap voor een groot deel was gelegen. Aan de schildzoom is te zien dat het om een waterschapswapen gaat.

## Vergelijkbare wapens
Het volgende wapen is vergelijkbaar met dat van Veen- en Geestlanden:

het wapen van Alkemade

## Trivia
- Het bijbehorende wapendiploma werd op 15 januari 1991 aan het waterschap geschonken.